# 奥列格·莫尔多万
奥列格·莫尔多万（羅馬尼亞語：Oleg Moldovan，1966年10月27日—），摩尔多瓦男子射击运动员。他曾代表苏联、摩尔多瓦参加1988年、1996年、2000年和2004年夏季奥林匹克运动会射击比赛，其中2000年奥运会获得一枚银牌。